# پسوند تصغیر
پسوند تصغیر پسوندی است که به اسم، معنای خردی و کوچکی می‌دهد. این پسوند را  می‌شود برای نشان‌دادن کوچکی اندازه، خوار (پست و فرودست) شمردن، سرزنش کردن و نیز برای ستایش و نشان دادن مهر به کسی یا چیزی به کار برد.
به اسمی که پسوند تصغیر داشته باشد «اصغر» (کوچک) می‌گویند که نشانگر کوچکی اندازه یا کوچکی ارزشی چیزی یا کسی است. برای نمونه پسرک می‌تواند. افزون بر اسم، صفت نیز می‌تواند مصغر شود. مانند بَدَک، کَمَکی، بیشترک، پیشترک.

## پسوندهای تصغیر
سه پسوند تصغیر همه‌گیر در زبان فارسی به کار رفته‌ است:
- پسوند «ک» مانند دخترک، پسرک، مردک، گرمک، برفک و انجیرک(اما این پسوند در کلماتی مثل مردمک نمی تواند پسوند تصغیر نام گیرد. زیرا ک متعلق به مردمک چشم خود تماماً یک کلمه است.)
- پسوند «چه» مانند باغچه، دریچه، دنبالچه(و نه کلمات تامی مثل بچه!)
- پسوند «و» مانند خواجو، یارو، پسرو، خٌردو، گردو

پسوند «ک» می‌تواند معناهای گوناگونی را در واژگان برساند:
- بی‌ارزش بودن: مانند مردک، عالمک
- دلسوزی: طفلک، مامک
- همانندی به چیزی یا رنگی: مانند موشک، خروسک، زردک، سُرخَک

## دستور زبان
- در برخی از لهجه‌ها اگر در پایان واژه‌ای «ا» یا «و» باشد پسوند «ه» را به آن واژه می‌افزایند، مانند پسر ← پسره، دختر ← دختره.
- اگر در پایان واژه‌ای «ک» باشد به جای «ک» پسوند «یَک» را به کار می‌برند یا پیش از پسوند «ک» حرف «ی» را می‌افزایند، مانند پا ← پایَک، مو ← مویَک.
- اگر در پایان واژه‌ای «ه» باشد، «ه» به «گ» دگرگونی می‌یابد. مانند جوجه ← جوجگ.
- گاهی «چه» به «زه/ ژه» تبدیل می‌شود، مانند نیچه ← نیزه، مویچه ← مژه.
- پسوند «ـ ویه» (- uye) را از علامتهای تصغیر دانسته‌اند. مانند شیرویه، بابویه، ماهویه.
- گاه در تصغیر با «چه»، بر خلاف قیاس، یک «ی» نیز می‌آید: دریچه، دنبلیچه (دنبالیچه).
- گاه در یک قید، «ی» نکره و «ک» تصغیر باهم جمع می‌شوند: کَمَکی، لَختکی، نَرمکی.
- «ک» در واژه‌هایی مانند نمک و برمک پسوند نیست.

## فهرست واژه‌ها و نام‌ها با پسوند تصغیر ک

### واژه‌های عمومی
| واژه      | معنا                            |
| --------- | ------------------------------- |
| کنیزک     | برای کوچک شمردن خدمتکار یا کنیز |
| برفک      |                                 |
| گرمک      |                                 |
| بابک      |                                 |
| هشتک      |                                 |
| هفتک      |                                 |
| سنگک      |                                 |
| نورک      |                                 |
| دستک      |                                 |
| انچوچک    |                                 |
| دینک      |                                 |
| انجیرک    |                                 |
| جیرجیرک   |                                 |
| ماسماسک   |                                 |
| قارقارک   |                                 |
| انگولک () | تصغیر انگول به معنی انگشت       |
| جو پرک    |                                 |
| رنگینک    |                                 |
| چوبک      |                                 |
| چارک      |                                 |
| دهک       |                                 |
| قوزک      |                                 |
| مردک      |                                 |
| بختک      |                                 |
| سرک       |                                 |
| شکلک      |                                 |
| ماهک      |                                 |
| زیرک      | زیر به معنی هوشمند              |
| خرسک      |                                 |
| مترسک     |                                 |
| خرک       |                                 |
| پوستک     |                                 |
| چشم‌بندک   | یا سرمامک: نوعی بازی کودکان     |
| بندک      | پرده‌ها                          |
| سرخک      |                                 |
| پیامک     |                                 |
| کشکک زانو |                                 |
| مهرک      |                                 |
| پیچک      |                                 |
| شیپورک    |                                 |
| واژک      |                                 |
| سفیدک     | بیماری قارچی گیاهی              |
| موشک      |                                 |
| چشمک      |                                 |
| گوشک      |                                 |
| شیرینک    |                                 |
| ملوسک     |                                 |
| گلک       |                                 |
| گندمک     |                                 |
| تلخک      |                                 |

### ابزار و وسایل
| واژه   | معنی                                            |
| ------ | ----------------------------------------------- |
| کاردک  | ابزار کوچک با تیغه پهن (کارد +ک یعنی کاردمانند) |
| کفشک   |                                                 |
| ستونک  |                                                 |
| شمعک   |                                                 |
| سگک    |                                                 |
| سیخک   |                                                 |
| لاوک   |                                                 |
| سیبک   |                                                 |
| پوشک   | تن‌پوش کوچک                                      |
| برجک   | برج کوچک                                        |
| اتاقک  |                                                 |
| آدمک   |                                                 |
| زنبورک | زنبورمانند: زنبورک (جنگ‌افزار) و زنبورک (ساز)    |
| غربیلک |                                                 |
| انبرک  |                                                 |
| روروئک |                                                 |
| چاهک   |                                                 |
| بالشتک |                                                 |
| بادامک |                                                 |
| شلوارک |                                                 |

### گیاهان
| واژه     | معنی                    |
| -------- | ----------------------- |
| خارخسک   |                         |
| هزاربندک |                         |
| میخک     |                         |
| چسبک     |                         |
| جغجغک    |                         |
| ترتیزک   |                         |
| قلیانک   | یک سرده از تیره میخکیان |
| سوزنک    |                         |

### جانوران
| واژه   | معنی      |
| ------ | --------- |
| شاپرک  | نوعی سوسک |
| چرخک   |           |
| بادقپک |           |

### جغرافیا
| واژه    | معنی                  |
| ------- | --------------------- |
| پرندک   |                       |
| ورامینک |                       |
| اصفهانک |                       |
| ونک     | تصغیر ون به معنی درخت |
| گلوبندک |                       |
| دوبندک  |                       |
| اصفهک   |                       |
| زوارک   |                       |
| دهک     |                       |
| تختک    |                       |
| دزک     |                       |
| دشتک    |                       |
| نیستانک |                       |
| گنبدک   |                       |